# Baron Nelson of Stafford
Baron Nelson of Stafford, of Hilcote Hall in the County of Stafford, ist ein erblicher britischer Adelstitel in der Peerage of the United Kingdom. 
Der Titel wurde am 20. Januar 1960 für den Geschäftsmann Sir George Nelson, 1. Baronet geschaffen. Ihm war bereits am 11. Juli 1955 in der Baronetage of the United Kingdom der fortan nachgeordnete Titel eines Baronet, of Hilcote Hall in the County of Stafford, verliehen worden.

## Liste der Barone Nelson of Stafford (1960)
- George Nelson, 1. Baron Nelson of Stafford (1887–1962)
- Henry Nelson, 2. Baron Nelson of Stafford (1917–1995)
- Henry Nelson, 3. Baron Nelson of Stafford (1943–2006)
- Alistair Nelson, 4. Baron Nelson of Stafford (* 1973)

Titelerbe (Heir Presumptive) ist der Onkel des aktuellen Titelinhabers, Hon. James Jonathan Nelson (* 1947).